# Annie Romein-Verschoor
Pour les articles homonymes, voir Verschoor.
Anna Helena Margaretha (Annie) Romein-Verschoor, née le 4 février 1895 à Hatert, près de Nimègue, et morte le 5 février 1978 à Amsterdam, est une écrivaine et historienne néerlandaise. Elle reçoit le prix Constantijn Huygens en 1970.

## Biographie
Son père est officier de marine et sa mère est institutrice. Du fait du métier de son père, la famille déménage régulièrement, elle vit notamment durant quatre ans à Surabaya en Indonésie. En 1911, sa famille s'installe à Den Helder, où elle prépare son examen de fin d'études secondaires, puis elle étudie le néerlandais et l'histoire à l'université de Leyde (1914-1921). Elle est active dans une association de femmes étudiantes et est rédactrice du journal étudiant Minerva.
En 1917, elle rencontre à l'université Jan Romein (en), journaliste et historien néerlandais qu'elle épouse le 14 août 1920 à La Haye. Ils ont trois enfants. Le couple est inspiré par la révolution russe qui est en train de se dérouler, et milite dans des mouvements communistes. Alors qu'elle finit sa thèse universitaire, son mari travaille comme rédacteur au journal communiste néerlandais Tribune. Après la naissance de leurs enfants, elle contribue également à Tribune et fait des recensions d'ouvrages scandinaves et néerlandais pour le journal Algemeen Handelsblad. Elle écrit un roman pour la jeunesse, Aan den Oedjoeng, inspiré par des souvenirs de son enfance en Indonésie.
Elle publie avec son mari deux livres de vulgarisation sur l'histoire néerlandaise, célèbres nationalement. De lage landen bij de zee (« Les Pays-Bas par la mer ») est publié en 1934. La première édition porte uniquement le nom de son mari, mais la deuxième édition incorpore des éléments de sa thèse et porte leurs deux noms. Leur deuxième livre est une histoire nationale marxiste intitulée Erflaters van onze beschaving, entre 1938 et 1940. Elle publie aussi avec son mari une collection de 36 biographies de Néerlandais célèbres des siècles passés, dix-sept de ces notices étant écrites par ses soins. Elle rejoint le Parti Communiste en 1920, et le quitte en 1927, lors de la dissidence de David Wijnkoop qui est en désaccord avec la ligne officielle du parti, puis définitivement au moment des purges staliniennes en URSS.
Sa thèse de doctorat (1921) est publiée en 1936. Il s'agit d'une étude des publications faites par des femmes en langue néerlandaise depuis 1880. L'ouvrage est réédité en 1977 et est bien reçu par la Deuxième vague féministe des années 1970.
Pendant la Seconde Guerre mondiale, le couple d'historiens se trouve exposé à des critiques et des pressions, du fait de son engagement politique communiste. Ils hébergent des fugitifs juifs et sont reconnus justes le 6 février 2011, mais leurs activités clandestines provoquent l'internement de Jan Romein durant trois mois, au camp de concentration d'Amersfoort. Elle écrit dans le journal clandestin De Vrije Kunstenaar.
Au cours de la Guerre froide, ils sont isolés politiquement, en tant que communistes non-affiliés. Annie Romein-Verschoor a toujours adhéré à l'idéal communiste, mais défend publiquement Boris Pasternak, et dénonce le réalisme socialiste, le voyant comme une « constante distorsion de la réalité pour correspondre à la théorie ». La famille passe une année en Indonésie en 1951-1952 et, à son retour, elle écrit Met eigen ogen (1953).
À partir de 1959, elle vit à Groet, jusqu'à la mort de son mari en 1962, puis à Laren. Elle continue à écrire, et publie Op het breukvlak van twee eeuwen en 1967. Elle est très populaire en tant qu'écrivaine. Son autobiographie, Omzien in verwondering, publiée en 1970, est devenue un best-seller.

## Publications
- 1928 - Aan de Oedjoeng
- 1934 - De Lage Landen bij de zee
- 1935 - Vrouwenspiegel (thèse) (aussi intitulée De Nederlandsche romanschrijfster na 1880)
- 1938-1940 - Erflaters van onze beschaving
- 1947 - Slib en wolken. Stromingen en gestalten van de nieuwste Nederlandse literatuur
- 1948 - Vaderland in de verte
- 1949 - De vruchtbare muze. Tendens en engagement in de literatuur
- 1953 - Met eigen ogen
- 1957 - Spelen met de tijd
- 1962 - Zedelijkheid en schijnheiligheid
- 1970-1971 - Omzien in verwondering. Trois volumes
- 1974 - Ja vader, nee vader
- 1975 - Drielandenpunt
- 1979 - Spelen met de tijd
- 1981 - Vrouwen, wijsheid